# 思川 (栃木県)

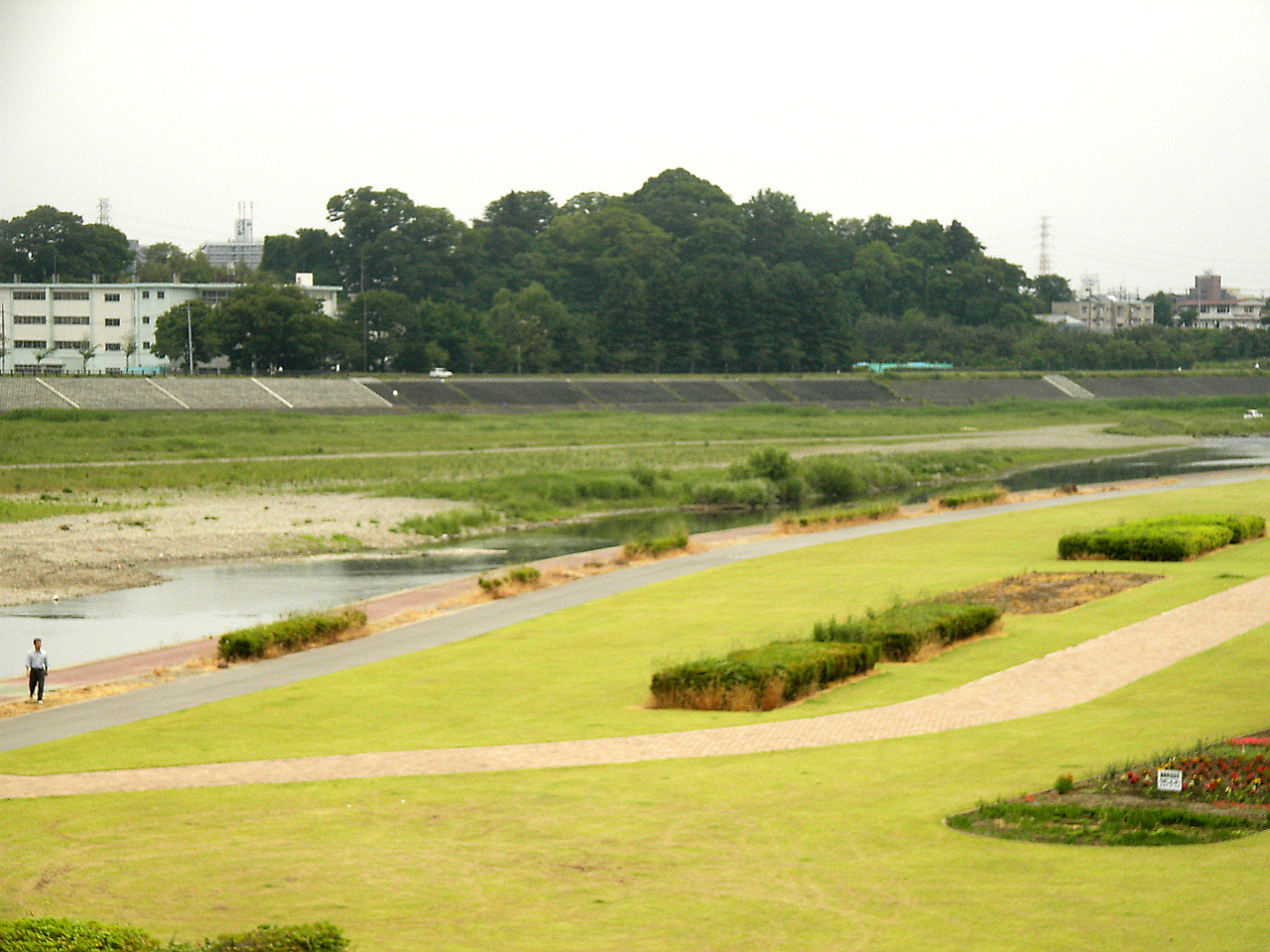
思川緑地（小山市）
2005年6月3日撮影

思川（おもいがわ）は、栃木県鹿沼市の足尾山地地蔵岳（標高1,274m）の東麓を源流とし、栃木県中西部を西から南へと流れ同県南端部にある渡良瀬遊水地に流入する利根川水系渡良瀬川支流の一級河川である。

## 地理
思川は、栃木県鹿沼市粕尾地区の北西部、足尾山地地蔵岳（標高1,274m）に源を発し山間を南東に流れる。粕尾地区中部からは幅300から500メートルの平地を両岸に作り東に向かい、粟野川との合流点を過ぎるあたりで山間部を出て、再び南東に向きを変えて南摩川、次いで日光市南部および鹿沼市北部山地の前日光地蔵岳（標高1,483m）を源流とする大芦川を合わせて流量を増す。鹿沼市南辺と栃木市西方地域北東辺の境界部を経て広い平野を南流し、下都賀郡壬生町西辺と栃木市東辺を経て壬生町壬生乙、栃木市惣社町、同大光寺町の境界付近で前日光鳴虫山（標高1,103m）南麓を源流とする黒川と合流する。栃木市東辺を翳めて小山市に入り、同市黒本で宇都宮市北西部山地の鞍掛山や古賀志山に源を発する姿川と合流する。小山市市街地西部を経て南西に向かい、小山市と下都賀郡野木町の境で渡良瀬遊水地に注ぐ。渡良瀬遊水地と小山市乙女付近間を国土交通大臣が管理する以外は栃木県知事により管理されている。思川を本川とする思川流域に与良川流域、西仁連川流域を合わせた思川圏域の面積は950平方キロメートル、思川圏域市町村は宇都宮市、鹿沼市、日光市、小山市、栃木市、下都賀郡壬生町、同野木町の計5市2町に及ぶ。

## 歴史
約5万年前までは思川は本流として東京湾まで注いだ。その後、渡良瀬川の河道が変化し、栗橋付近で合流するようになった。
かつて現:小山市の思川にあった乙女河岸は、徳川家康が小山から関ヶ原に向かう際、多数の兵馬を本河岸で荷積みし舟運にて運搬したことから、その恩により、江戸時代から流路を改良する工事が進められ、現在の合流点から小山市粟の宮付近までは人工の高堤防式の河川となっている。中世から江戸川と通じた舟運の盛んな川で、明治時代までその面影を残した。明治期には小山付近では舟遊びが盛んで屋形船がたくさんあったという。
治水工事が進んでいなかった当時、思川中下流低地部は大洪水による氾濫原となっていた。こと現小山市南部地区は渡良瀬川や巴波川の水が集まるため、ひとたび豪雨となると氾濫し一面水浸しとなっていた。このため、大正12年（1923年）には小山市南西部で蛇行していた思川旧水路の東側に直線的な水路を開削する治水工事が行われ、現在の新水路が整備された。
思川の名称の由来は、寒川郡胸形神社の主祭神である田心媛に由来し、縦書きの「田心」は「思」となったと伝えられる。川の名称は、はじめ清瀬川、次に小倉川、そして建設省（現・国土交通省）管理によって、昭和40年（1965年）一級河川に昇格されて、思川と名称を変え、現在に至る。

## 治水
思川では、過去にカスリーン台風をはじめとする台風や豪雨に伴う増水による水害が起きており、近年の例では、平成14年（2002年）7月9日から11日にかけての台風6号による大雨によって小山市南西部の島田地区で本川の水が溢れたほか、間中橋と小宅橋が流された。この時の思川乙女地区の観測値は過去最高流量に達した。治水のため、思川では昭和26年（1951年）より河川改修が進められている。
現在、思川の河川流量は、小山市乙女において、平成6年から同15年までの10年間の観測平均値として平均流量が毎秒16.05立方メートル、渇水流量が毎秒5.25立方メートルとなっている。

## 利水
思川の水は産業用・飲料水用に流域を越えて広く利用され、恩沢は栃木県、埼玉県、東京都、茨城県、千葉県に及ぶ。
主な利水事業として、大光寺頭首工による農業用水取水利用や、若木浄水場における小山市水道水利用などが挙げられる。
支流の南摩川で南摩ダムの建設事業が進められている。

## 水質
水質については、思川上流がA類型（BOD1リットルあたり2.0mg以下）、思川下流がB類型（BOD1リットルあたり3.0mg以下）に指定されており、現在のところこれらの環境基準を満たしている。

## 自然
思川の上流域ではスギやヒノキが造林され、中流域ではアカマツやヤマツツジ、コナラ、下流域ではヤナギやススキが多く見られる。ほか、河川敷にはオギ、河畔林にはハリエンジュやオニグルミが見られる。動物については、絶滅危惧種としてタガメやスナヤツメなどが見られる。
小山市役所付近の堤防には、思川の河岸段丘にあった小山修道院で発見されたサクラのオモイガワが多く植えられている。関東有数の「鮎の川」としても有名で、自然遡上のほか毎年7,000匹にもなる稚魚の放流をしている。

## 支流
- 粟野川
前日光の横根山東麓に源を発する一級河川。鹿沼市入粟野上五月、尾ざく、境沢、出口、同市中粟野大栗、同市口粟野日渡路を経て口粟野市街地と同市久野の境部で思川本流に合流する。粟野川沿いには栃木県道246号草久粟野線が整備されている[2]。
- 南摩川
鹿沼市上南摩町の前日光山地に源を発する一級河川。上南摩町の山間部を南東に流れ、西之入、小中手、象間を経て同市西沢町に入り平地部を流れ、同市久野で思川本流に合流する。南摩川沿いには栃木県道177号上久我栃木線が整備されている[2]。
- 大芦川
  - 東大芦川
    - 蕗平川

  - 荒井川
- 宮入川
- 小藪川
- 黒川
  - 西武子川
  - 菅沢
  - 東黒川
  - 西黒川
    - 東沢

  - 行川
    - 長畑川
      - 西沢川

    - 荒川

  - 恵川
- 姿川
  - 栗谷沢
  - 豆田川
  - 赤川
  - 武子川
    - 板橋川

  - 新川
- 豊穂川
栃木市大宮町および今泉町付近を源とし、同市仲仕上町、城内町、樋ノ口町、大平町北武井を経て小山市に入り、卒島、立木、上石塚、大行寺を経て同市萩島で思川本流に合流する。豊穂川沿いに栃木県道31号栃木小山線が並行する。

## 橋梁
- 細尾橋（栃木県道32号栃木粕尾線）
- 栃尾橋（栃木県道32号栃木粕尾線）
- 名称不明（栃木県道32号栃木粕尾線）
- 名称不明（栃木県道32号栃木粕尾線）
- 名称不明
- 遠木橋
- 名称不明
- 上向橋
- 名称不明
- 名称不明（栃木県道32号栃木粕尾線）
- 名称不明
- 天満橋（栃木県道15号鹿沼足尾線）
- 柳橋（栃木県道15号鹿沼足尾線）
- 清南橋
- 清洲橋（栃木県道307号深程楡木線）
- 思川橋（東北自動車道）
- 本城橋（栃木県道177号上久我栃木線）
- 思川橋梁（東武日光線）
- 小倉橋（国道293号）
- 思川橋（北関東自動車道）

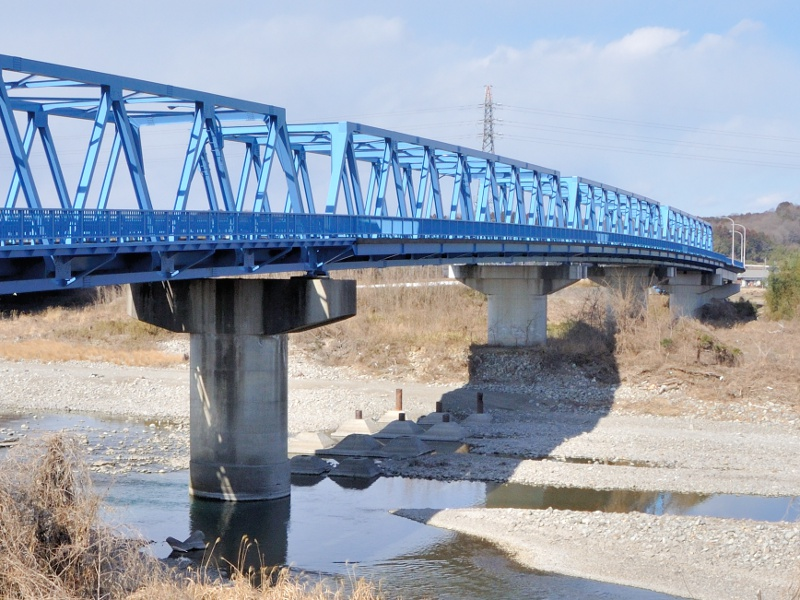
本城橋

- 雷電橋（栃木県道221号国谷家中停車場線）

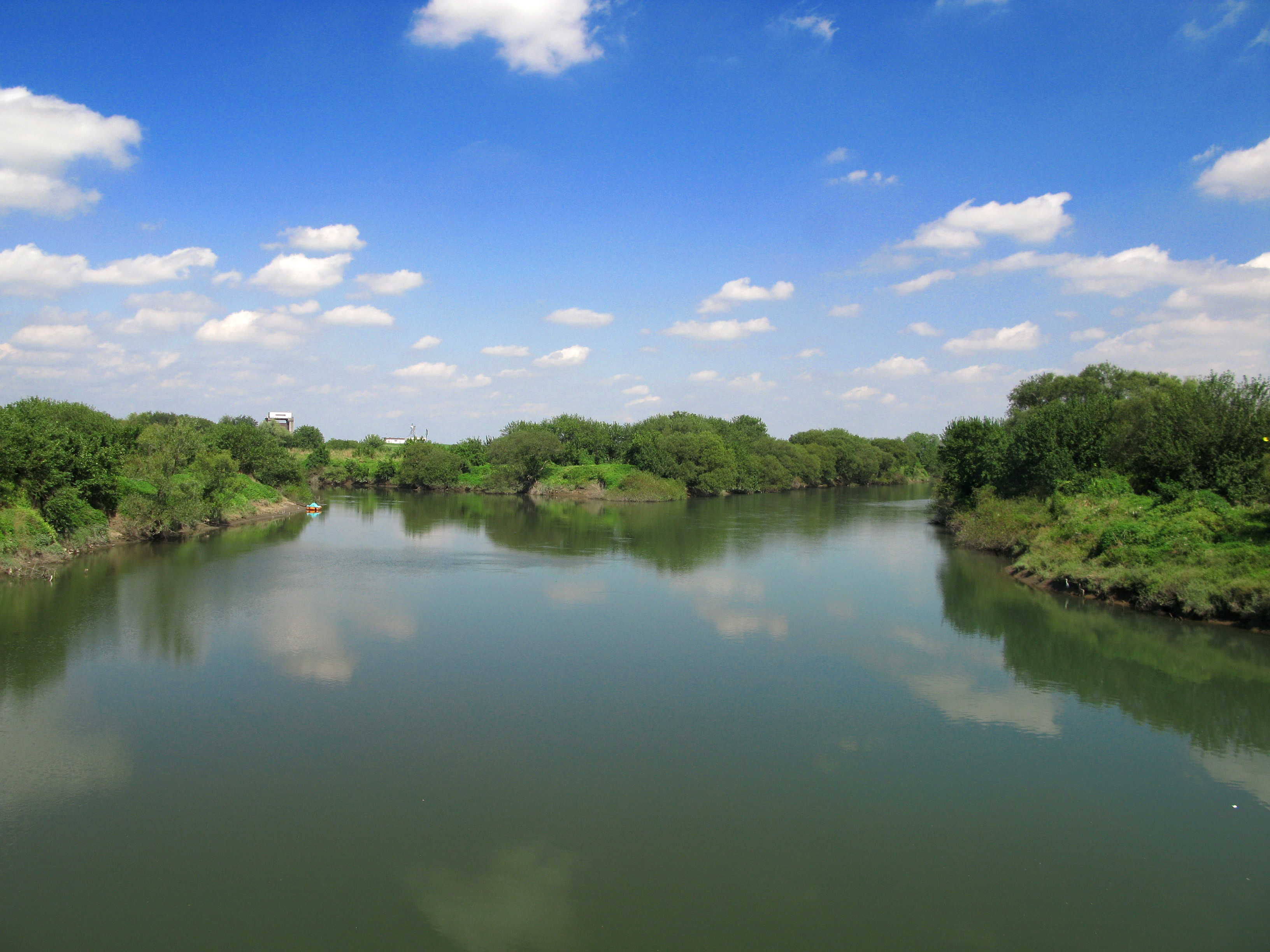
思川と渡良瀬川の合流点

- 保橋
- 思川橋梁（東武宇都宮線）
- 新保橋（栃木県道2号宇都宮栃木線）
- 大光寺橋（栃木県道44号栃木二宮線）
- 小宅橋
- 黒本橋（栃木県道33号小山環状線）
- 第一思川橋（両毛線）
- 島田橋

- 観晃橋（栃木県道31号栃木小山線）
- 小山大橋（国道50号）
- 石の上橋
- 新間中橋（栃木県道33号小山環状線）
- 網戸大橋（栃木県道160号和泉間々田線）
- 乙女大橋（栃木県道50号藤岡乙女線）
- 友沼橋
- 松原大橋（栃木県道174号南小林松原線）

## 参照資料
1. 1 2 3 4 5 6 7 8  栃木県「一級河川 利根川水系 思川圏域河川整備計画」（平成19年7月） (PDF)
2. 1 2 3  県別マップル9「栃木県 道路地図」（昭文社）
3. ↑  「先史時代の利根川水系とその変遷」菊地隆男、アーバンクボタ、1981年。
4. ↑  栃木県. “自然「河川」思川”. 栃木県. 2019年12月20日閲覧。
5. ↑  レッドデータブックとちぎ（2005年3月）